# 阿拉特湖
47°33′39″N 10°38′22″E / 47.56083°N 10.63944°E

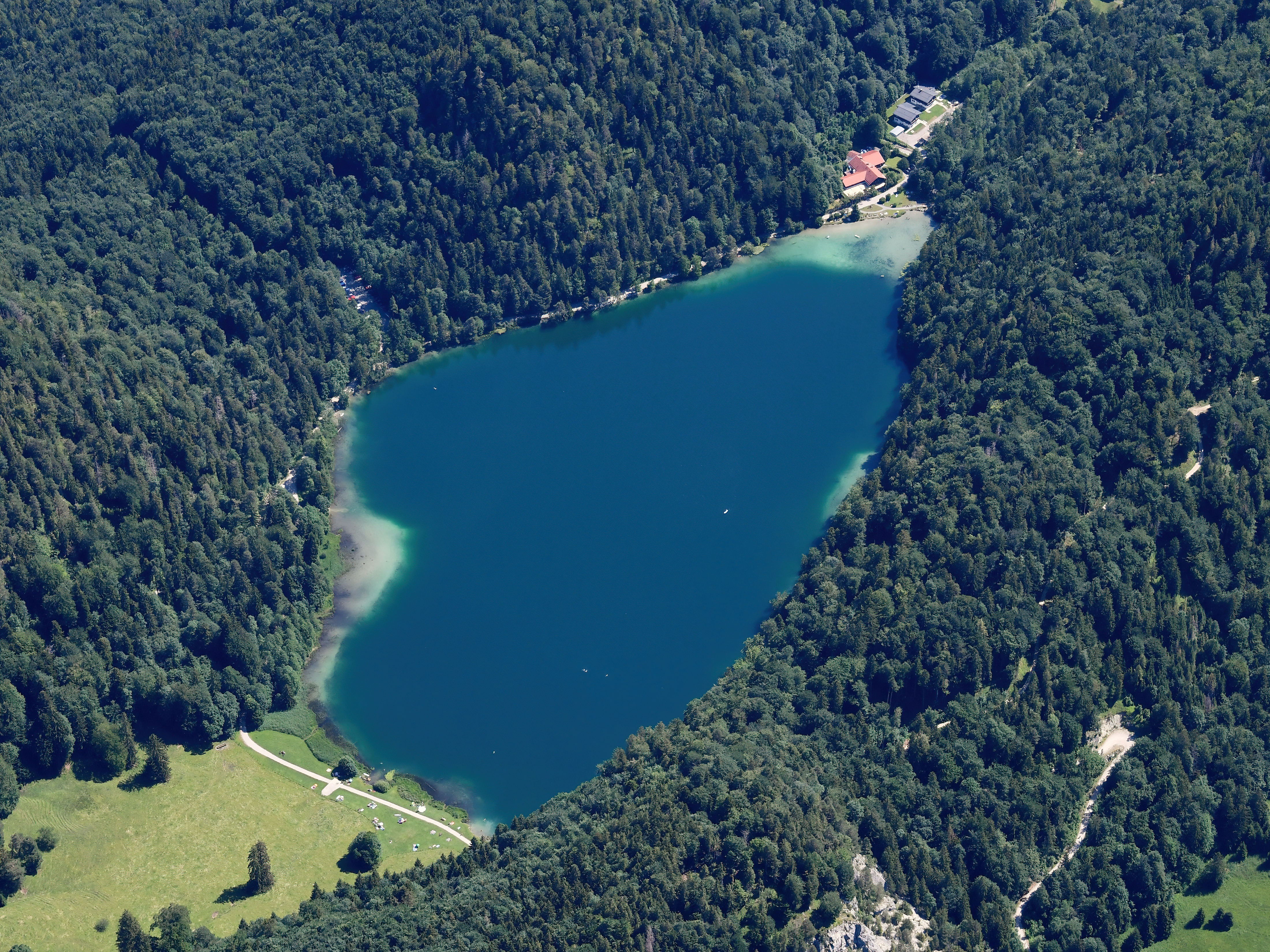

阿拉特湖（德語：Alatsee），是德國的湖泊，位於該國東南部，由巴伐利亞負責管轄，長0.5公里、寬0.3公里，面積0.12平方公里，海拔高度868米，平均水深15米，最大水深32米，湖岸線長度1.3公里，水體容量184萬立方米。